# Troubný rybník
Troubný rybník je rybník o rozloze vodní plochy 1,5 ha vybudovaný na Modřeckém potoce. Rybník se nalézá asi 2 km jihovýchodně od centra města Polička v okrese Svitavy. V roce 2008 byla provedena jeho revitalizace a odbahnění. Rybník je využíván pro chov ryb.
Okolo rybníka prochází červená turistická značka a cyklotrasa vedoucí z Poličky do městečka Bystré. 

## Galerie

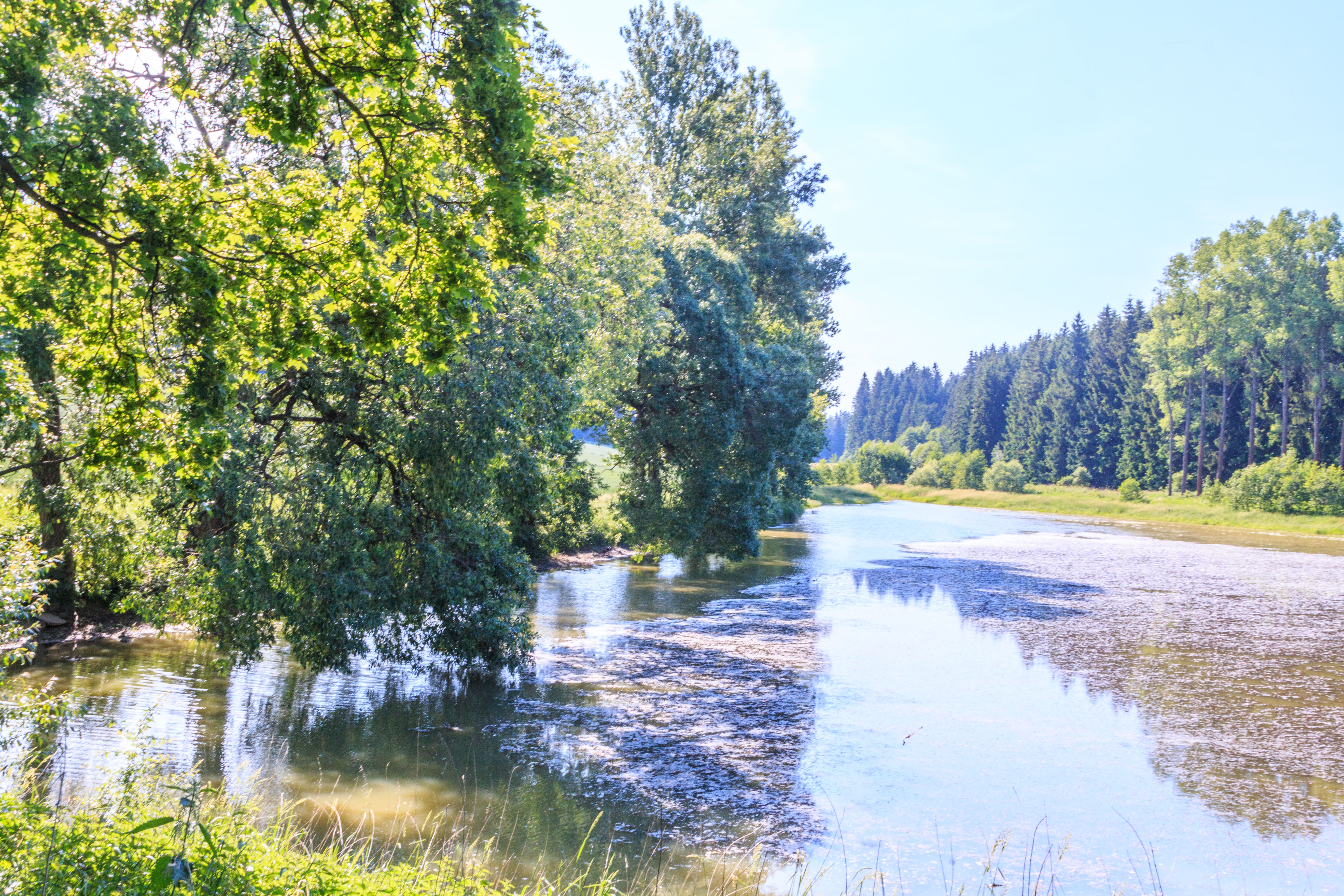
pohled na Troubný rybník
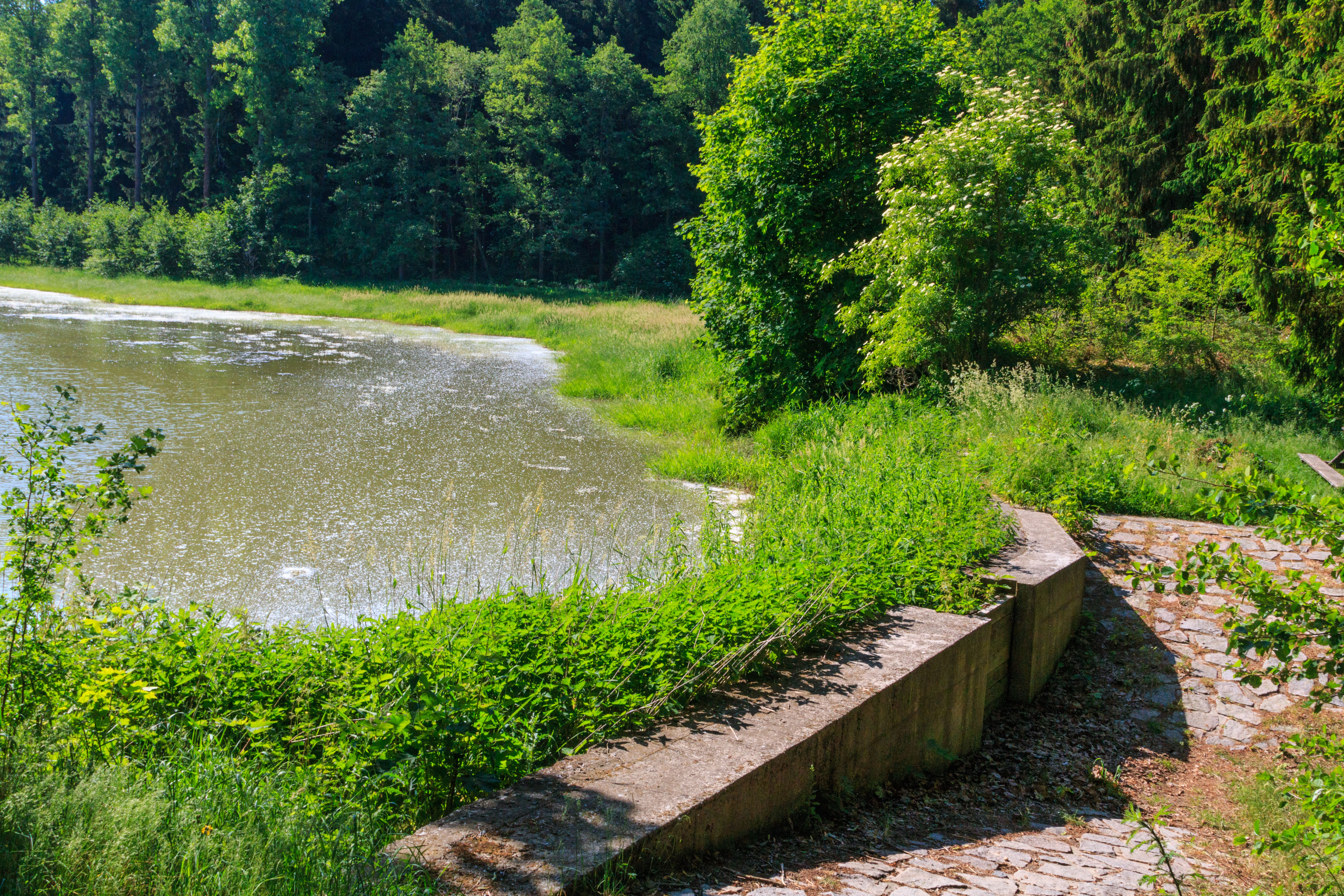
pohled na Troubný rybník
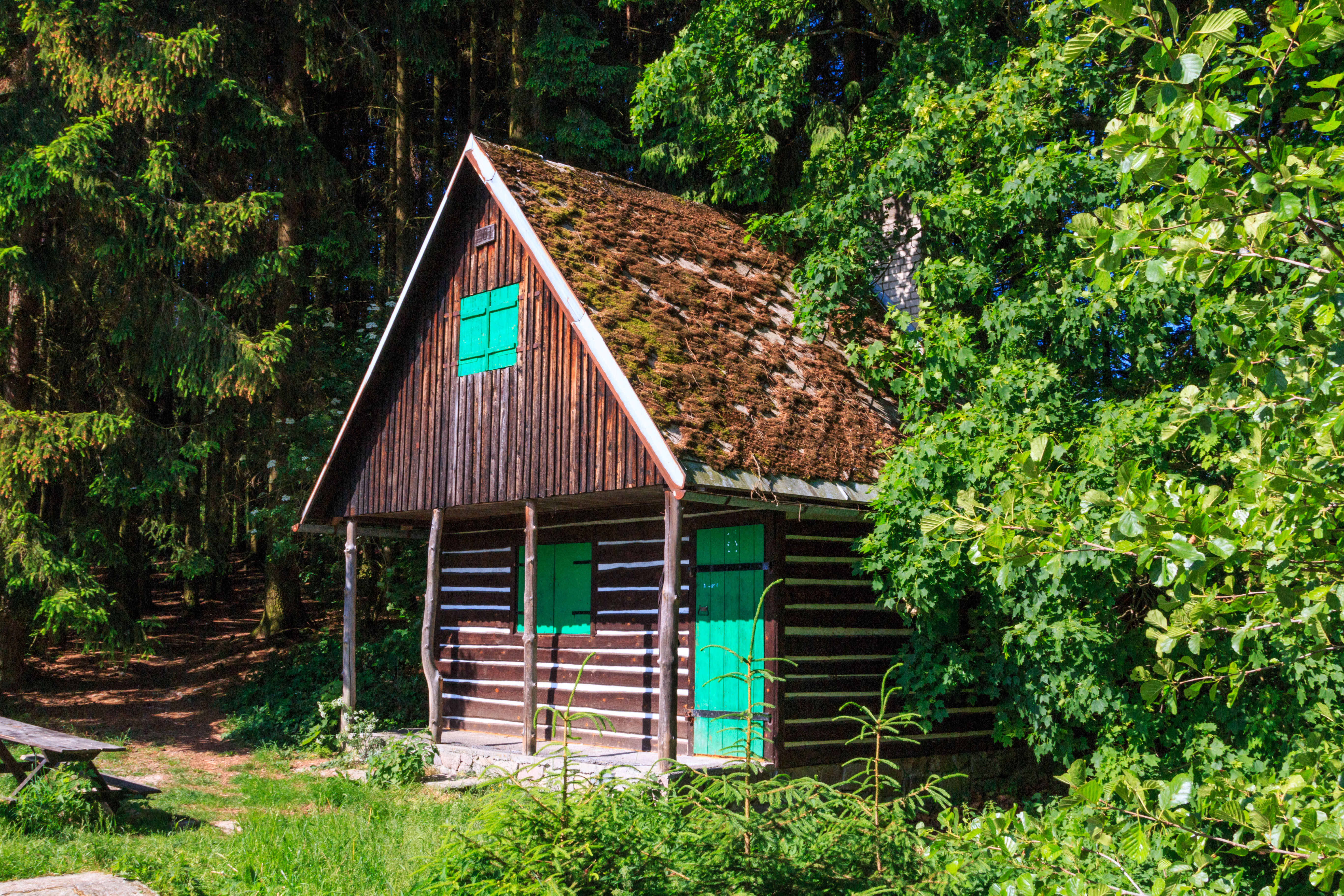
pohled na Troubný rybník
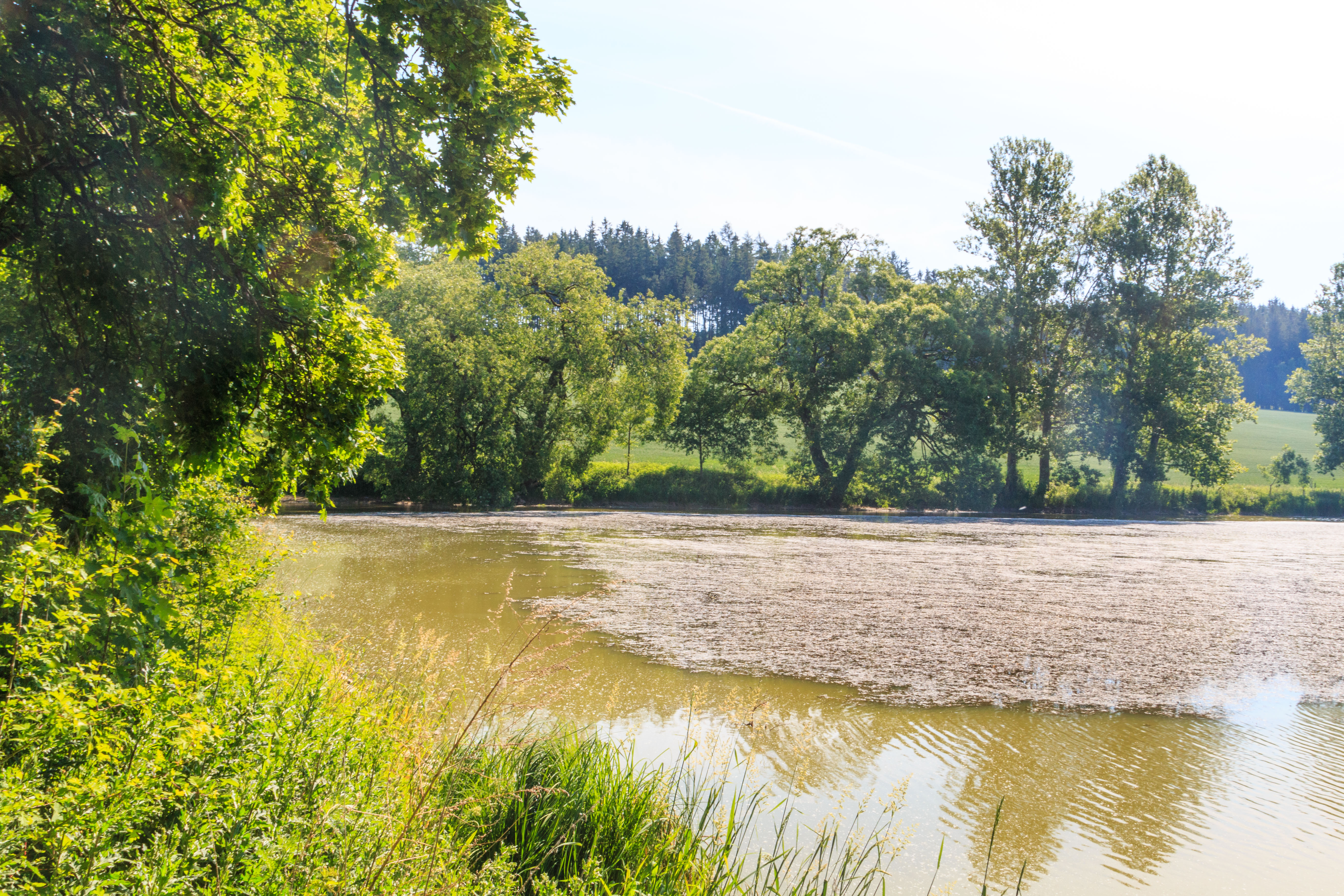
pohled na Troubný rybník